# كاراز، بيرو
كاراز، بيرو (بالإنجليزية: Caraz)‏ هي مدينة، تتبع Huaylas province ‏، هي عاصمة Huaylas province ‏، بلغ عدد سكانها 23841 نسمة.

## مدن توأم
المدن التوأم:
- ميسا، أريزونا.